# Iván Zelezniak
Iván Zelezniak fue un luchador profesional ucraniano radicado en Argentina, famoso en los 40 y 50 por personificar a El Hombre Montaña, participó de épicos combates contra Martín Karadagián en el Luna Park.

## Biografía
Zelezniak nació en Ucrania, fue cinco veces campeón, de 1947 a 1951, las cinco veces había sido secundado por Karadagián en el podio) de la organización de los torneos en el Luna Park. En 1947 peleó por primera vez con Martín Karadagián a quien venció luego de un cruento combate.  En 1956 volvió a enfrentarse a Karadagián en la que estaban en juego las barbas de ambos, Karadagián derrotó al Hombre Montaña, que decidió retirarse del negocio.
En 1950 participó de la película Campeón a la fuerza dirigida por Juan Sires. Y en 1951 actuó en El heroico Bonifacio También trabajó en México en El luchador fenómeno (1952), protagonizada por Adalberto Martínez y Bárbara Gil y Wolf Ruvinskis.
En 1962 es contratado por Karadagián para formar parte de Titanes en el Ring, que tenía entre sus estrellas a "Alí" Bargach, Ararat y El Indio Comanche.